# Laura Lindemann
Pour les articles homonymes, voir Lindemann.
Laura Lindemann, née le 26 juin 1996 à Berlin (Allemagne), est une triathlète allemande, quintuple championne d'Allemagne en 2015, 2017, 2018, 2019, 2022 et double championne d'Europe sur distance Sprint en 2017, 2019. Championne olympique aux Jeux de Paris en 2024, elle fait partie de l'équipe d'Allemagne victorieuse de l'épreuve en relais mixte. 

## Biographie

### Jeunesse
Laura Lindemann s'est entraînée à l'école d'élite de sports de Potsdam tout d'abord dans la natation par la spécialité de la 
Brasse nage aisément accessible au débutant, mais dont la bonne exécution reste complexe, y compris pour le nageur de haut niveau. Ces résultats sont devenus cependant très vite très bons, mais de l'avis de son entraîneur elle avait atteint ses limites en 2011, il lui recommanda de changer de sport pour l'année suivante, et de choisir le triathlon vu son potentiel à la course à pied.
Laura progressa très vite et devient double championne d'Europe juniors et double championne du monde juniors de triathlon avant de devenir championne du monde espoirs en 2016.

### Carrière en triathlon
À la veille de sa première médaille en séries mondiales de triathlon à seulement 21 ans, la chancelière allemande Angela Merkel la reçoit pour une entrevue de dix minutes sur le développement du triathlon en Allemagne.
Laura remporte les championnats d'Allemagne sur distance olympique en 2015, 2017, 2018, 2019, 2022. Elle cumule deux premières places sur les épreuves de Coupe du monde de 2019, à Banyoles en Espagne et à Chengdu en Chine. 
La championne allemande remporte par deux fois les championnats d'Europe sprint en 2017 à Düsseldorf dans son pays et en 2021 à Kitzbühel en Autriche,.

## Palmarès

### En triathlon
Le tableau présente les résultats les plus significatifs (podium) obtenus sur le circuit national et international de triathlon depuis 2015,.
| Année | Compétition                                     | Pays      | Position           | Temps           |
| ----- | ----------------------------------------------- | --------- | ------------------ | --------------- |
| 2024  | Grand Prix de triathlon - Étape de Bordeaux     | France    | Médaille d'or      | 54 min 37 s     |
| 2024  | Coupe du monde - Étape super-sprint indoor      | France    | Médaille d'or      | 10 min 19 s     |
| 2023  | Test Events Paris                               | France    | Médaille de bronze | 1 h 51 min 59 s |
| 2023  | WTCS Hambourg                                   | Allemagne | Médaille de bronze | 21 min 47 s     |
| 2022  | Championnats d'Europe de triathlon              | Allemagne | Médaille d'argent  | 1 h 52 min 19 s |
| 2021  | Championnats d'Europe de triathlon sprint       | Autriche  | Médaille d'or      | 0 h 35 min 21 s |
| 2020  | WTCS Hambourg                                   | Allemagne | Médaille de bronze | 54 min 39 s     |
| 2019  | Coupe du monde de triathlon - Étape de Banyoles | Espagne   | Médaille d'or      | 55 min 38 s     |
| 2019  | Coupe du monde de triathlon - Étape de Chengdu  | Chine     | Médaille d'or      | 31 min 18 s     |
| 2019  | Coupe du monde de triathlon - Étape d'Anvers    | Belgique  | Médaille d'argent  | 1 h 5 min 44 s  |
| 2019  | Coupe d'Europe - Étape de Quarteira             | Portugal  | Médaille d'or      | 2 h 4 min 36 s  |
| 2018  | WTCS Hambourg                                   | Allemagne | Médaille d'argent  | 58 min 36 s     |
| 2017  | Championnats d'Europe de triathlon sprint       | Allemagne | Médaille d'or      | 1 h 3 min 35 s  |
| 2017  | Coupe du monde de triathlon - Étape de Chengdu  | Chine     | Médaille d'argent  | 29 min 40 s     |
| 2017  | WTCS Hambourg                                   | Allemagne | Médaille de bronze | 59 min 41 s     |

| Année | Compétition                                 | Pays      | Position           | Temps          |
| ----- | ------------------------------------------- | --------- | ------------------ | -------------- |
| 2024  | Championnat d'Allemagne (Courtes distances) | Allemagne | Médaille de bronze | 57 min 48 s    |
| 2022  | Championnat d'Allemagne (Courtes distances) | Allemagne | Médaille d'or      | 59 min 19 s    |
| 2019  | Championnat d'Allemagne (Courtes distances) | Allemagne | Médaille d'or      | 57 min 3 s     |
| 2018  | Championnat d'Allemagne (Courtes distances) | Allemagne | Médaille d'or      | 1 h 2 min 31 s |
| 2017  | Championnat d'Allemagne (Courtes distances) | Allemagne | Médaille d'or      | 1 h 4 min 14 s |
| 2015  | Championnat d'Allemagne (Courtes distances) | Allemagne | Médaille d'or      | 58 min 49 s    |

| Année | Compétition                          | Pays        | Position           | Temps           |
| ----- | ------------------------------------ | ----------- | ------------------ | --------------- |
| 2024  | Jeux olympiques                      | France      | Médaille d'or      | 1 h 25 min 39 s |
| 2023  | Championnat du monde en relais mixte | Allemagne   | Médaille d'or      | 1 h 22 min 8 s  |
| 2023  | WTCS Paris                           | France      | Médaille d'or      | 1 h 12 min 18 s |
| 2022  | Championnat d'Europe en relais mixte | Allemagne   | Médaille d'argent  | 1 h 26 min 3 s  |
| 2022  | WTCS Leeds                           | Royaume-Uni | Médaille d'or      | 1 h 22 min 0 s  |
| 2021  | Championnat d'Europe en relais mixte | Autriche    | Médaille d'argent  | 1 h 9 min 36 s  |
| 2021  | WTCS Hambourg                        | Allemagne   | Médaille d'or      | 1 h 21 min 39 s |
| 2019  | Championnat du monde en relais mixte | Allemagne   | Médaille d'argent  | 1 h 20 min 22 s |
| 2016  | Championnat du monde en relais mixte | Allemagne   | Médaille de bronze | 1 h 20 min 58 s |

### En athlétisme
Le tableau présente les résultats les plus significatifs obtenus en athlétisme depuis 2021.
| Date | Compétition                                   | Lieu     | Résultat | Discipline | Performance   |
| ---- | --------------------------------------------- | -------- | -------- | ---------- | ------------- |
| 2021 | Meeting de Erfurt Indoor                      | Erfurt   | 1re      | 3 000 m    | 9 min 14 s 67 |
| 2021 | Championnat d'Allemagne d'athlétisme en salle | Dortmund | 2e       | 3 000 m    | 8 min 57 s 82 |